# Severobačský okruh
Severobačský okruh (srbsky Severnobački okrug, cyrilicí Севернобачки округ, chorvatsky Sjevernobački okrug, maďarsky Észak Bácskai Körzet, slovensky Severobáčsky okres, rusínsky Сивернобачки окрух, rumunsky Districtul Backa de Nord) leží na severu Srbska, v regionu Bačka, který se nachází v autonomní provincii Vojvodina. Žije zde okolo 200 000 obyvatel. Správní centrum je ve městě Subotica.

## Opštiny
- Subotica (maď. Szabadka)
- Bačka Topola (maď. Topolya)
- Mali Iđoš (maď. Kishegyes)

## Etnické skupiny
- Maďaři (43,56 %)
- Srbové (24,8 %)
- Chorvati (8,6 %)
- Jugoslávci (4,74 %)
- Černohorci (2,6 %)